# Giuliano Amato
Giuliano Amato (Torí, 13 de maig de 1938) és un polític i professor de Dret italià.

## Biografia
Amato va estudiar dret a la Universitat de Pisa, graduant-se el 1960. A continuació, va prosseguir la seva formació a la Universitat de Colúmbia.
Entre 1975 i 1997 va ser professor de Dret a la Universitat La Sapienza de Roma. Posteriorment ha ensenyat a les universitats de Mòdena, Perugia, Florència, Nova York, el Institut Universitari Europeu i la Libera Università Internazionale degli Studi Sociali de Roma.
La seva carrera política va estar lligada al Partit Socialista Italià des de finals de 1972 fins a 1993. Fou primer ministre d'Itàlia (1992-1993 i 2000-2001). Entre maig de 2006 i maig de 2008 va ser el Ministre d'Exteriors italià, sota la presidència de Romano Prodi. En 2008 va abandonar la política. Des de 2013 és Jutge Constitucional.